# Gauleiter
Gauleiter é a denominação alemã para um líder provincial. Por exemplo, no caso do Terceiro Reich, gauleiter seria o virtual prefeito que tinha como objetivo denunciar problemas e sucessos das práticas ali aplicadas.
O mais famoso dos Gauleiters foi Julius Streicher, que comandou a cidade de Nuremberga, que abrigou vários comícios nazistas.